# Abay Gyula (közgazdász)

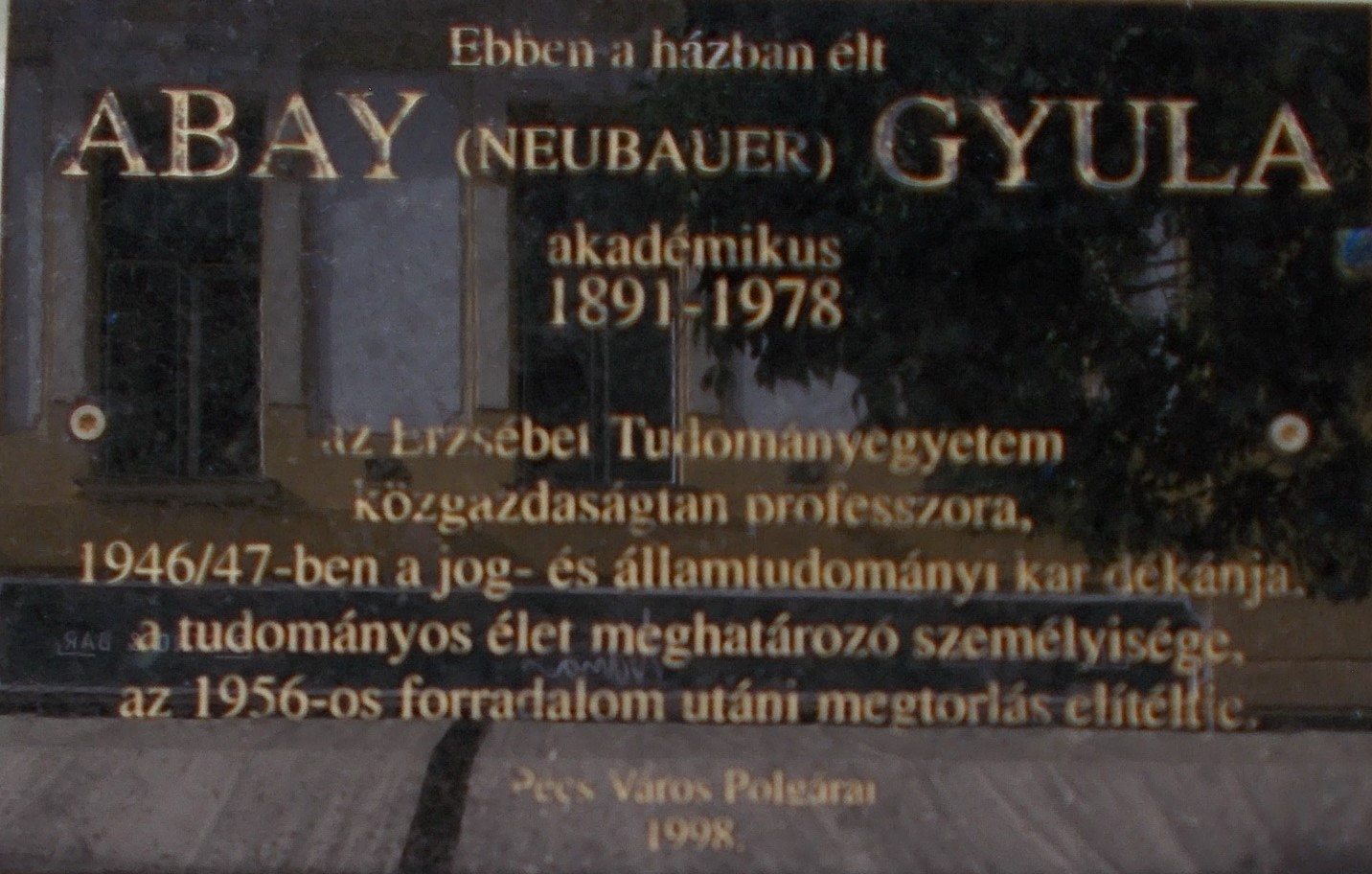
Ebben a házban élt Abay (Neubauer) Gyula akadémikus 1891-1978 az Erzsébet Tudományegyetem közgazdaságtan professzora 1946/1947-ben a jog- és államtudományi kar dékánja... 1956-os forradalom megtorlása elítélte. - Baranya megye, Pécs, Belváros városrész, Király utca 1.

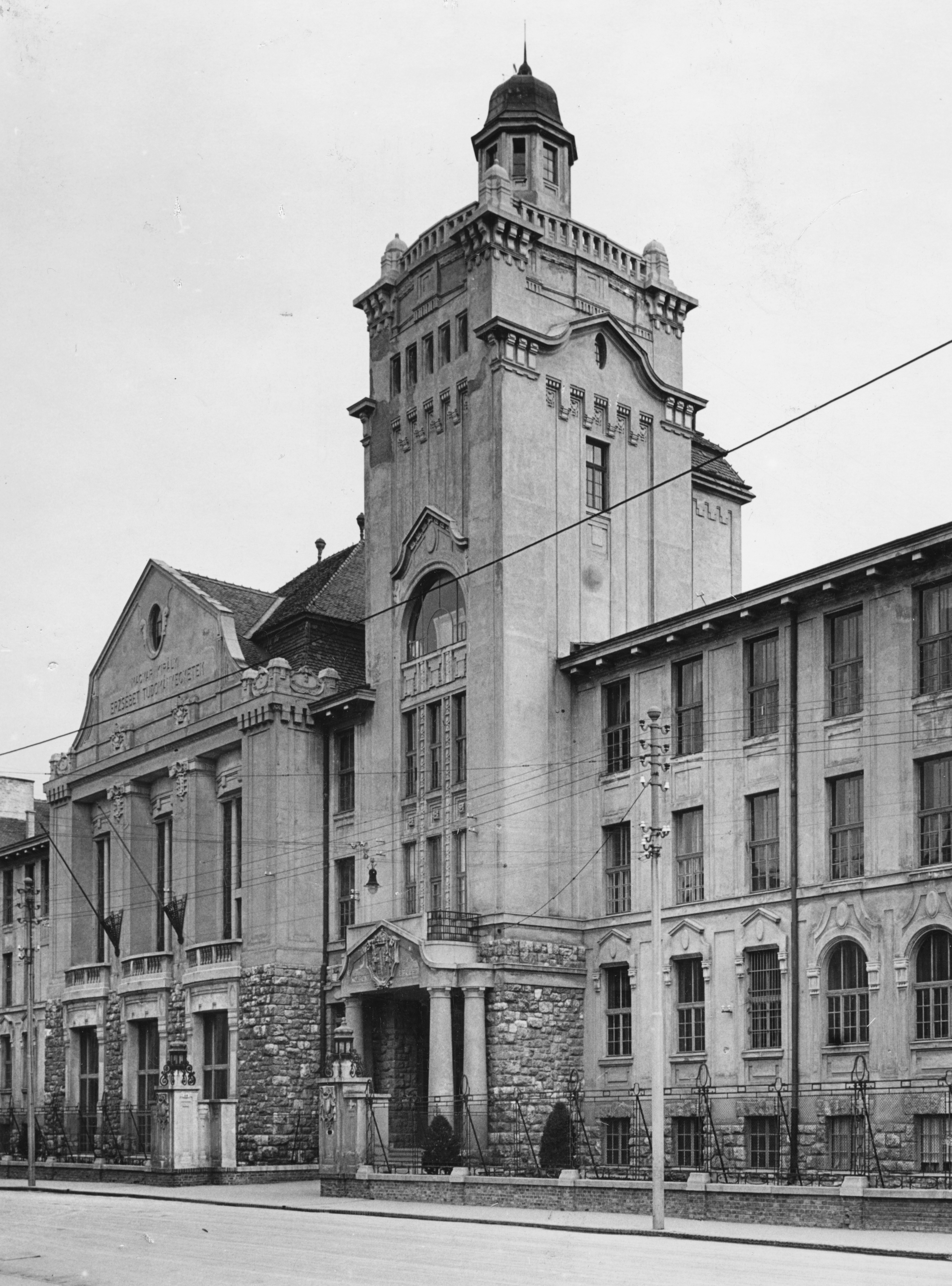
1938-1948 között a Pécsi Tudományegyetemen tanított.

Abay Gyula, 1943-ig Neubauer Gyula [Névformája több forrásban és publikációban: Abay Neubauer Gyula] (Budapest, 1891. augusztus 15. – Budapest, 1978. augusztus 29.) közgazdász, statisztikus, miniszteri tanácsos, egyetemi tanár, az MTA és a Szent István Akadémia tagja.

## Életpályája
Iskolai tanulmányait Budapesten és Iglón végezte. 1913-ban szerzett jogi diplomát a budapesti tudományegyetem jogi karán. 1909-től a Dohányjövedéki Központ Igazgatóságánál dolgozott gyakornokként, később gazdasági előadóként, egyetemi tanári kinevezéséig. 1914-ben bevonult katonának. Az első világháborúban történt sebesülése miatt 1915-ben leszerelték. 1917-től a Magyar Közgazdasági Társaság tagja. 1918-ban az Új Nemzedék belső munkatársa, valamint a Magyar Nemzetvédelmi Szövetség, a Magyar Területvédő Liga és 1919-ben a Keresztény Nemzeti Párt egyik alapítója.
1918-ban jelent meg első tudományos dolgozata a breslaui Nord und Süd című folyóiratban. Ez a jövő államáról szóló államtudományi értekezésének kivonata volt. 1918. novemberben a Közgazdasági Szemle jelentette meg a pénz válságáról szóló tanulmányát. 1927-ben a határhaszonelmélet bírálatáról írott könyve alapján a pécsi Erzsébet Tudományegyetem jogi kara 1928-ban egyetemi magántanárrá habilitálta. 1930–31-ben külföldi folyóiratok részletekben közölték e munkáját. 1929–30-ban állami ösztöndíjasként egy évig Berlinben, 1930–31-ben egy évig Londonban tanult közgazdaságtant. 1933-ban az angol Royal Economic Society, később az amerikai Econometric Society, valamint a párizsi Institut International de Sociologie választotta tagjává. 1938-ban a pécsi egyetem jogi karának nyilvános rendkívüli tanára, 1944-ben az egyetem közgazdasági és statisztikai tanszékének nyilvános rendes tanárává nevezték ki. Szerkesztője volt a következő szaklapoknak: Magyar Köztisztviselők Lapja (1919–1925), Nemzetiségi Szemle (1945–1946)
1946–47-ben a jogi kar dékánja, 1947–48-ban prodékánja volt. 1948-ban az egyetemről kényszernyugdíjazták, 1949-ben az MTA tanácskozó taggá minősítette. 1952-ben megvonták nyugdíját, később csökkentetten ismét kapott. A kevés nyugdíj miatt 1952–53-ban a komlói Szénbányászati Trösztnél statisztikusként, 1955–56-ban a pécsi Vízügyi Igazgatóságnál könyvelőként dolgozott.

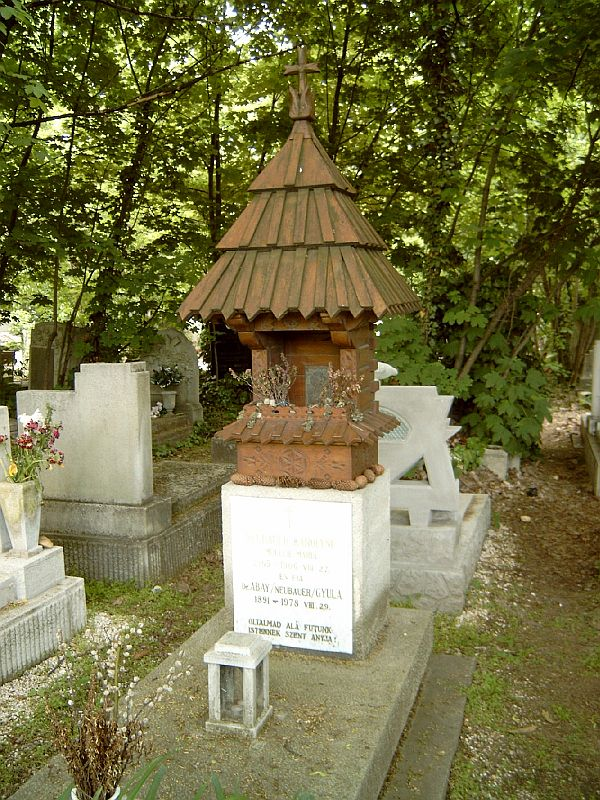
Abay Neubauer Gyula sírja Budapesten. Új köztemető: 46/3-1-308

1956-os tevékenységéért 1957-ben koncepciós perben 6 évi börtönbüntetésre ítélték. 1957. májustól 1959. áprilisig büntetését töltötte, ekkor amnesztiával szabadult. A váci börtönben írta meg Oeconomia Aeterna című művét, melynek kiadására élete végéig nem kerülhetett sor. 1958-ban az MTA kizárta tagjai sorából. 1989-ben az MTA rehabilitálta, helyreállította akadémiai levelező tagságát. A pécsi Janus Pannonius Tudományegyetem Állam- és Jogtudományi Kara 1991 novemberében születésének 100. évfordulója alkalmából megemlékezést rendezett tiszteletére, 1998-ban pedig egykori pécsi lakóházán (Király utca 1.) emléktáblát helyezett el a JPTE Baráti Köre.
Nemzeti Sírhelyek. Abay Gyula sírját 2005-ben védetté nyilvánították. Sírkert: Rákoskeresztúri köztemető, Budapest. Parcella, Szakasz, Sor, Sír: 46, III, 1, 308 Védett: MK 2005/163.

## Főbb művei
- A gazdasági érdekképviseletek parlamenti szerepe. Egyetemi doktori értekezés. (Budapest, 1913.)
- A bolsevizmus hatása Oroszországban. – A bolsevizmus hatása Magyarországon. (Budapest, Stephanum, 1920)
- A határhaszonelmélet bírálata (Pécs, 1927)
- Einer Wiederbelebung der Arbeitswerttheorie. (Jahrbücher für Nationalökonomie und Statistik, 1929)
- Grossenschen Gesetze. (Zeitschrift für die gesamte Staatwissenschaft, 1931)
- Eine pseudoexakte Geldtheorie. (Jahrbücher für Nationalökonomie und Statistik, 1931)
- Statisztika és közgazdaságtan. (Budapest, Légrády Nyomda, 1931)
- Gazdasági élet és közgazdasági tudomány. Akadémiai székfoglaló. (Elhangzott: 1940. június 10.) Kornis Gyula osztályelnök üdvözlő beszéde Neubauer Gyula levelező taghoz székfoglalója alkalmából, 1940. június 10-én.[7]
- L'essence de la théorie du peuplement (Budapest : Stephaneum, 1941)
- A magyar társadalom osztálytagozódása (Budapest, 1941)
- Nemzetiségi elv és magyarság (Pécs, 1943)
- A világgazdaság újjáépítése a háború után (Budapest, 1943)
- A világgazdaság válaszúton. A Budapesti Szabadegyetemen tartott tíz előadás (Budapest, 1943)
- Bevezetés a statisztika tudományába (Pécs, 1945)
- Le a sztálini alkotmánnyal!  (Szabad Dunántúl, 1956. november 1.) Magyar Szó, 2016. október (73. évfolyam) 2016-10-11 / 237. szám.[8]
- Oeconomia Aeterna (Pécs, 2001)
- Oeconomia aeterna: egy új tudományág megalapozása.Szerkesztette és sajtó alá rend. Barcza Tibor. (Budapest, Akadémiai Kiadó, 2016.)

## Szakmai szervezeti tagságok
- 1917. Magyar Közgazdasági Társaság
- 1941 Magyar Társadalomtudományi Társaság
- Magyar Statisztikai Társaság
- Royal Economics Society (London)
- Institut International de Sociologie (Párizs)
- Econometric Society (Chicago)
- 1936 Szent István Akadémia